# D2L
D2L (колишня назва — Desire2Learn Inc.) — канадська корпорація, заснована в 1999 році. Розробник корпоративного програмного забезпечення — системи управління навчанням Brightspace, яка використовується навчальними закладами (від шкіл до університетів) у багатьох країнах світу, а також низки інших продуктів для педагогічних цілей (Масові відкриті онлайн-курси та ін.).
Клієнтами D2L є коледжі, школи та університети, а також асоціації та інші організації. Станом на 2005 рік компанія стверджувала, що мала понад три мільйони користувачів по всьому світу.

## Історія
Компанія D2L була заснована в 1999 році канадським підприємцем Джоном Бейкером, який став президентом і генеральним директором. Він заснував D2L, вивчаючи інженерію системного проектування на третьому курсі Університету Ватерлоо. У 2017 році він був нагороджений Хрестом за заслуги за роботу в компанії, спрямовану на розвиток навчання в країні та світі. Компанія вийшла на біржу з первинним розміщенням акцій у листопаді 2021 року на фондовій біржі Торонто.
У листопаді 2022 року D2L звільнила приблизно 5% своєї робочої сили невдовзі після того, як повідомила про збитки у другому кварталі в розмірі $4,8 млн.